# Euproctis urbis
Euproctis urbis är en fjärilsart som beskrevs av Embrik Strand 1925. Euproctis urbis ingår i släktet Euproctis och familjen tofsspinnare. Inga underarter finns listade i Catalogue of Life.